# Twierdzenie Kołmogorowa o trzech szeregach
Twierdzenie Kołmogorowa o trzech szeregach – twierdzenie teorii prawdopodobieństwa dotyczące zbieżności szeregów niezależnych zmiennych losowych. Jest to warunek konieczny i dostateczny zbieżności. Twierdzenie to było opublikowane w 1925 w pracy autorstwa Andrieja Kołmogorowa i Aleksandra Chinczyna.

## Twierdzenie
Niech {\displaystyle (X_{n})_{n\in \mathbb {N} }} będzie ciągiem niezależnych zmiennych losowych.
Szereg {\displaystyle \sum _{n=0}^{\infty }X_{n}} jest zbieżny prawie wszędzie wtedy i tylko wtedy, gdy istnieje {\displaystyle c\in \mathbb {R} ,c>0} takie, że poniższe trzy szeregi są zbieżne:
1. {\displaystyle \sum _{n=0}^{\infty }\operatorname {P} (|X_{n}|>c)}
2. {\displaystyle \sum _{n=0}^{\infty }\operatorname {Var} (X_{n}^{(c)})}
3. {\displaystyle \sum _{n=0}^{\infty }\operatorname {E} (X_{n}^{(c)}),}

gdzie {\displaystyle X_{n}^{(c)}={\begin{cases}\ X_{n},&{\text{ gdy }}|X_{n}|\leqslant c\\\quad 0,&{\text{ gdy }}|X_{n}|>c\end{cases}}.}
Ponadto, jeżeli szereg {\displaystyle \sum _{n=0}^{\infty }X_{n}} jest zbieżny prawie wszędzie, to szeregi 1.,2.,3. są zbieżne dla każdego {\displaystyle c>0.} Zatem zbieżność szeregów 1.,2.,3. dla pewnego {\displaystyle c>0} implikuje ich zbieżność dla wszystkich {\displaystyle c>0.}